# Bill Raymond
William Joseph Raymond, detto Bill (San Francisco, 9 settembre 1938), è un attore statunitense.

## Carriera
Raymond è stato un membro attivo e co-direttore artistico del gruppo teatrale sperimentale Mabou Mines negli anni '70 e '80.
Ha interpretato Ebenezer Scrooge nella produzione Hartford Stage di A Christmas Carol di Charles Dickens per 17 dei suoi primi 19 anni, ritirandosi dal ruolo nel 2016.
Fu attivo anche nei primi giorni della R.G. La Davis Mime Troupe a San Francisco negli anni '60.
Nel 2003 recita nella serie drammatica della HBO The Wire nei panni di "The Greek", il misterioso capo di un'organizzazione criminale internazionale.
Raymond interpretato il Dr. Carroll nella serie The Cobblestone Corridor, trasmesso in anteprima il 16 ottobre 2016 sulla televisione pubblica del Connecticut.

## Filmografia parziale

### Cinema
- Strong Medicine, regia di Richard Foreman (1981)
- Promesse, promesse (Baby It's You), regia di John Sayles (1983)
- C.H.U.D., regia di Douglas Cheek (1984)
- Otto uomini fuori (Eight Men Out), regia di John Sayles (1988)
- Scappiamo col malloppo (Quick Change), regia di Howard Franklin e Bill Murray (1990)
- La città della speranza (City of Hope), regia di John Sayles (1991)
- Cambio d'identità (True Identity), regia di Charles Lane (1991)
- Un uomo, una donna, una pistola (My New Gun), regia di Stacy Cochran (1992)
- Il grande fiume del Nord (Where the Rivers Flow North), regia di Jay Craven (1993)
- Il corvo - The Crow (The Crow), regia di Alex Proyas (1994)
- C'eravamo tanto odiati (The Ref), regia di Ted Demme (1994)
- L'esercito delle 12 scimmie (12 Monkeys), regia di Terry Gilliam (1995)
- Complice la notte (One Night Stand), regia di Mike Figgis (1997)
- Semplicemente irresistibile (Simply Irresistible), regia di Mark Tarlov (1999)
- S.O.S. Summer of Sam - Panico a New York (Summer of Sam), regia di Spike Lee (1999)
- Hurricane - Il grido dell'innocenza (The Hurricane), regia di Norman Jewison (1999)
- Autumn in New York, regia di Joan Chen (2000)
- Dogville, regia di Lars von Trier (2003)
- Michael Clayton, regia di Tony Gilroy (2007)
- Lincoln, regia di Steven Spielberg (2012)
- Rob the Mob, regia di Raymond De Felitta (2014)

### Televisione
- Miami Vice – serie TV, 2 episodi (1986-1987)
- La contropartita (Clinton and Nadine), regia di Jerry Schatzberg – film TV (1988)
- Golden Years – serie TV, 7 episodi (1991)
- Law & Order - I due volti della giustizia (Law & Order) – serie TV, 3 episodi (1992-2000)
- La valle dei pini (All My Children) – serie TV, (1993-1995)
- Halifax – serie TV, 2 episodi (1994-1995)
- L'incredibile Michael (Now and Again) – serie TV, un episodio (1999)
- Ed – serie TV, 2 episodi (2000-2003)
- Law & Order: Criminal Intent – serie TV, un episodio (2002)
- Squadra emergenza (Third Watch) – serie TV, un episodio (2003)
- The Wire – serie TV, 10 episodi (2003-2008)
- Così gira il mondo (As the World Turns) – serie TV, 4 episodi (2005)
- Damages – serie TV, 4 episodi (2010)
- The Cobblestone Corridor – serie TV, 5 episodi (2016)
- Bull – serie TV, un episodio (2018)
- Mrs. Fletcher – serie TV, 5 episodi (2019)

## Doppiatori italiani
Nelle versioni in italiano delle opere in cui ha recitato, Bill Raymond è stato doppiato da:
- Carlo Reali in Damages, Lincoln, Bull
- Guido Sagliocca in Cambio d'identità
- Piero Tiberi in Un uomo, una donna, una pistola
- Massimo Giuliani ne Il grande fiume del Nord
- Gil Baroni ne Il corvo - The Crow
- Gianfranco Bellini in C'eravamo tanto odiati
- Dante Biagioni in L'esercito delle 12 scimmie
- Santo Versace in Law & Order: Criminal Intent
- Michele Kalamera in The Wire
- Sandro Pellegrini in Michael Clayton
- Gianni Giuliano in Mrs. Fletcher